# Shōhei Nakamori
Shōhei Nakamori (jap. 中森昭平 Nakamori Shōhei; ur. 21 kwietnia 1965) - japoński zapaśnik w stylu klasycznym. Trzykrotny uczestnik mistrzostw świata, szósty w 1990 i 1993. Czwarty na igrzyskach azjatyckich w 1990, piąty w 1994. Srebrny medal na mistrzostwach Azji w 1991 i brązowy w 1989. Trzeci w Pucharze Świata w 1989; czwarty w 1987 roku.